# حقل خضر الماي
حقل خضر الماي هو حقل نفطي عراقي، في مقاطعة خضر الماي في ناحية سفوان في قضاء الزبير في محافظة البصرة، جنوب العراق، قريب من الحدود الغربية لدولة الكويت. وجزء من الحقل في ناحية بصية، ذُكرَ في تقرير (دافينشي للاستشارات الإدارية المحدودة أعضاء مجموعة جينيف الدولية) المسمى (سجل تراخيص النفط والغاز في العراق الاتحادي 2020) المنشور في آذار سنة 2020، أن حقل خضر الماي غير منتج، حُفرت البئر الاستكشافية الأولى سنة 1980.

## إحداثيات حقول خضر الماي
| نقطة الزاوية شمال شرق | أ         | ب          | تاء        | ثاء        | ج          | ح         |
| --------------------- | --------- | ---------- | ---------- | ---------- | ---------- | --------- |
|                       | 3,355,340 | 3,355,51 9 | 3,300,01 4 | 3,260,97 3 | 3,250,7 35 | 3,328,993 |
|                       | 716,019   | 687,107    | 667,118    | 656,672    | 676,567    | 728,929   |